# Niezłomny wiking
Niezłomny wiking (ang. Prince Valiant) – amerykański film przygodowy z 1954 roku w reżyserii Henry’ego Hathawaya. Scenariusz został oparty na serii komiksowej autorstwa Hala Fostera o przygodach księcia wikingów o imieniu Valiant.
Zdjęcia kręcono w Anglii (zamek w Warwick, zamek Alnwick), Szkocji (zamek Eilean Donan w hrabstwie Highland, zamek Duart w hrabstwie Argyll and Bute, zamek Braemar w Aberdeenshire), Walii (zamek w Caernarfon w hrabstwie Gwynedd), a także w Kalifornii.

## Opis fabuły
Chrześcijański król wikingów Aguar wraz z żoną i synem – księciem Valiantem przebywa na wygnaniu kryjąc się przed pogańskim uzurpatorem Sligonem, który przed laty odebrał mu królestwo. Aguar znajduje się pod opieką króla Artura, przebywając na jednej z małych wysepek Brytanii. Pewnego dnia, zdając sobie sprawę, że odnalezienie go przez wikingów Sligona jest jedynie kwestią czasu, Aguar wysyła swojego syna na dwór Artura (Camelot). Ma on tam odnaleźć poplecznika Aguara – rycerza Okrągłego Stołu sir Gawaina. Po drodze staje się jednak mimowolnym świadkiem tajemnego spotkania wikingów Sligona i tajemniczego Czarnego Rycerza, którzy wspólnie knują obalenie króla Atura. Uchodząc pościgowi spiskowców, Valiant dociera na dwór Artura gdzie, pragnąc zostać pasowanym na rycerza, zostaje giermkiem sir Gawaina.
Wkrótce jeden z rycerzy króla Artura – sir Brack, proponuje Valiantowi wspólną wyprawę na wybrzeże celem pojmania Czarnego Rycerza – Valiant ma posłużyć jako przynęta. Podczas wyprawy młody wiking zostaje jednak zaatakowany przez nieznanych łuczników i ranny, cudem uchodzi z zasadzki z życiem. Niesiony przez konia, nieprzytomny trafia na ziemie króla Luke'a, gdzie jest kurowany przez jego piękne córki – Aletę i Ilenę. Aleta zakochuje się z wzajemnością w Valiancie, ale ze względu na pochodzenie Valianta młodzi muszą ukrywać swoje uczucia. Od Alety Valiant dowiaduje się również o miłości jej młodszej siostry Ileny do sir Gawaina, którego onegdaj zobaczyła na turnieju rycerskim.
Wykurowany Valiant powraca do Camelotu, pełen podejrzeń wobec sir Bracka, że to właśnie on jest tajemniczym Czarnym Rycerzem. Wkrótce na dworze króla Artura odbywa się rycerski turniej, w którym udział bierze Valiant w przebraniu sir Gawaina (jako niepasowany na rycerza nie mógłby zrobić tego oficjalnie). Przegrywa decydujące starcie z sir Brackiem i oskarżony o podszywanie się za rycerza zostaje uwięziony w areszcie domowym. Otrzymując jednak pierścień swojego ojca i traktując to jako wezwanie do drogi powrotnej, wyrusza na dwór Aguara. Była to jednak kolejna mistyfikacja Sligona, który już dawno odnalazł kryjówkę Aguara i za pomocą pierścienia zwabił Valianta w pułapkę. Pojmany książę, poznaje ostatecznie tożsamość Czarnego Rycerza - którym rzeczywiście okazuje się być sir Brack – i zostaje przewieziony do siedziby Sligona. Tam jako chrześcijanin wraz ze swoimi rodzicami ma zostać spalony na stosie. Jednak dzięki pomocy poplecznika swojej rodziny – Boltara i wiernych mu chrześcijańskich wikingów udaje mu się uciec i zbrojnie opanować zamek oraz zabić Sligona. Jako prawowity władca królestwa swojego ojca powraca na dwór króla Artura i wyzywa sir Bracka na pojedynek jako zdrajcę. W finałowej walce na miecze pokonuje rywala zabijając go. Zostaje pasowany przez króla Artura na rycerza Okrągłego Stołu.

## Obsada aktorska
- James Mason – sir Brack
- Janet Leigh – Aleta
- Robert Wagner – Valiant
- Debra Paget – Ilena
- Sterling Hayden – sir Gawain
- Victor McLaglen – Boltar
- Donald Crisp – król Aguar
- Brian Aherne – król Artur
- Barry Jones – król Luke
- Mary Philips – królowa
- Howard Wendell – Morgan Todd
- Tom Conway – sir Kay
- Primo Carnera – Sligon